# Мильтенберг (район)
Ми́льтенберг (нем. Miltenberg) — район в Германии. Центр района — город Мильтенберг. Район входит в землю Бавария. Подчинён административному округу Нижняя Франкония. Занимает площадь 715,68 км². Население — 131 тыс. чел. Плотность населения — 184 человека/км².
Официальный код района — 09 6 76.
Район подразделяется на 32 общины.

## История

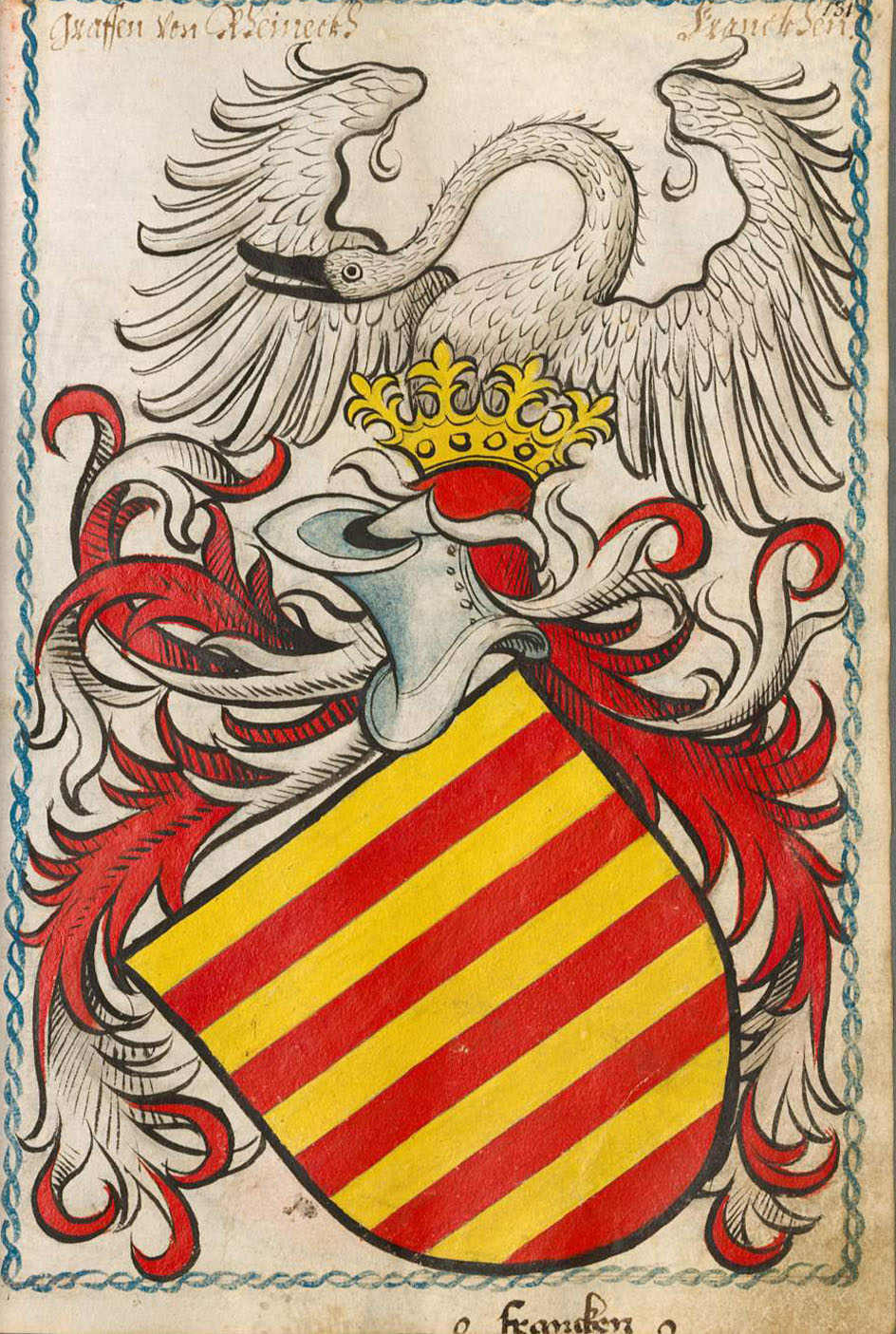
Герб графов Ринек, иллюстрация из Scheiblersches Wappenbuch

В 734 году был основан монастырь в Аморбахе. Уже до 800 г. монастырь попал под покровительство Карла Великого, получив статус имперского аббатства.
В период Средневековья продолжалась длительное противостояние между католическим епископом Майнцским и графами Ринек за право управления и получения прибыли с этого района. Обе стороны пытались управлять регионом одновременно и обе же стороны воздвигли величественные замки в Шпессартских горах. Позднее в этот спор были вовлечены многие другие, более мелкие графские династии.
В XIII веке основываются города вдоль реки Майн. По той причине, что их торговля по этой реке шла достаточно хорошо, регион начал преуспевать в экономическом плане. Преуспевание это продлилось относительно долго, и резко оборвалось из-за Тридцатилетней войны, в ходе которой регион был катастрофическим образом опустошен, а население вымерло или превратилось в беженцев.
В 1803 году клерикальное управление Германией было упразднено, в том числе и епископское княжество Майнц. В 1803 г. Аббатство Аморбах было секуляризовано в пользу князей фон Лейнинген, и остававшиеся в нём 24 монаха были вынуждены покинуть обитель. Обширные здания конвента оказались достойными стать резиденцией правителя нового княжества. Церковь с этого момента была превращена из католической в евангелическую.
В 1806 г. княжество Лейнинген было медиатизировано Баденом, отойдя в 1810 г. Гессену, и в 1816 г. став частью Баварии.
Район Мильтенберг был основан в 1972 году путём слияния двух бывших до того отдельными районов Мильтенберг и Обернбург.

## Административное деление

Общины района Мильтенберг

### Городские общины
1. Аморбах (4 147)
2. Вёрт-ам-Майн (4 940)
3. Клингенберг-ам-Майн (6 317)
4. Мильтенберг (9 626)
5. Обернбург-ам-Майн (8 832)
6. Штадтпроцельтен (1 721)
7. Эрленбах-ам-Майн (10 179)

### Ярмарочные общины
1. Бюргштадт (4 338)
2. Вайльбах (2 334)
3. Гросхойбах (5 125)
4. Зульцбах-ам-Майн (7 019)
5. Кирхцелль (2 378)
6. Клайнвалльштадт (5 838)
7. Клайнхойбах (3 471)
8. Мёнхберг (2 540)
9. Шнеберг (1 897)
10. Эльзенфельд (8 870)
11. Эшау (4 087)

### Общины
1. Айхенбюль (2 715)
2. Альтенбух (1 306)
3. Гросвалльштадт (4 063)
4. Дорфпроцельтен (1 933)
5. Колленберг (2 621)
6. Лайдерсбах (4 987)
7. Лауденбах (1 392)
8. Мёмлинген (5 072)
9. Нойнкирхен (1 549)
10. Нидернберг (4 836)
11. Рёльбах (1 706)
12. Рюденау (862)
13. Фаульбах (2 769)
14. Хаузен (2 007)

### Объединения общин
1. Административное сообщество Клайнвалльштадт
2. Административное сообщество Клайнхойбах
3. Административное сообщество Мёнхберг
4. Административное сообщество Штадтпроцельтен
5. Административное сообщество Эрфталь

## Население
По оценке на 31 декабря 2015 года население района Мильтенберг составляет 128 446 чел. 

| Дата      | 1840  | 1871  | 1900  | 1925  | 1939  | 1950  | 1961  | 1970   | 1987   | 2011   |
| --------- | ----- | ----- | ----- | ----- | ----- | ----- | ----- | ------ | ------ | ------ |
| Население | 50703 | 48934 | 51643 | 57272 | 63074 | 88818 | 94255 | 107978 | 114255 | 128406 |

| Год       | 1960  | 1970   | 1980   | 1990   | 2000   | 2009   | 2010   | 2011   | 2012   | 2013   | 2014   | 2015   |
| --------- | ----- | ------ | ------ | ------ | ------ | ------ | ------ | ------ | ------ | ------ | ------ | ------ |
| Население | 93444 | 108639 | 112154 | 120328 | 131261 | 129047 | 128341 | 128122 | 127944 | 127909 | 127941 | 128446 |